# Army of One
Army of One è il tredicesimo album in studio del gruppo heavy metal statunitense Riot.
Il disco è stato pubblicato il 12 luglio 2006, ma è stato registrato nel 2003. Si tratta dell'ultimo lavoro con il cantante Mike DiMeo.

## Tracce
1. Army of One - 4:23
2. Knockin' at My Door - 4:19
3. Blinded - 5:26
4. One More Alibi - 4:55
5. It All Falls Down - 5:36
6. Helpin' Hand - 5:24
7. The Mystic - 5:43
8. Still Alive - 5:42
9. Alive in the City - 7:00
10. Shine - 6:33
11. Stained Mirror (Instrumental) - 3:46
12. Darker Side of Light - 6:58
13. Road Racin' (Live) - 6:50

## Formazione
- Mike DiMeo - voce
- Mark Reale - chitarra
- Mike Flyntz - chitarra
- Pete Perez - basso
- Frank Gilchrist - batteria